# Germakówka
Germakówka (ukr. Гермаківка) – wieś w rejonie czortkowskim obwodu tarnopolskiego. W II Rzeczypospolitej miejscowość była siedzibą gminy wiejskiej Germakówka w powiecie borszczowskim województwa tarnopolskiego. Wieś liczy 1854 mieszkańców.
Mieszkańcy obrządku rzymskokatolickiego należeli do parafii w Krzywaczu. W 1907 r. przy wsparciu finansowym hr. Michała Baworowskiego (1860-1933) wzniesiono we wsi kościół filialny pw. św. Michała. W 1936 utworzono też ochronkę sióstr służebniczek starowiejskich. 
W latach 1922–1923 w Germakówce stacjonował 22 Batalion Straży Granicznej.
W latach 1941–1945 nacjonaliści ukraińscy z OUN-UPA zamordowali tutaj ok. 100 Polaków i 4 Ukraińców, grabiąc i paląc większość polskich gospodarstw. Z kolei Ukraińska Policja Pomocnicza w 1943 zamordowała 90 miejscowych Żydów. 
W czasie okupacji niemieckiej mieszkające tutaj polskie małżeństwo Hegerów ukrywało Żydów. W 1994 roku Instytut Jad Waszem uhonorował za to Adama Hegera i Marię Heger tytułami Sprawiedliwych wśród Narodów Świata.
Z Germakówki pochodzi Stanisław Leszczyński (ur. w 1927), autor wspomnień wojennych, opracowanych i wydanych przez rzeszowski oddział Instytutu Pamięci Narodowej - "Uwikłanie. Wspomnienia z Podola 1939-1945" ISBN 978-83-7629-921-1. 